# Tous-Les-Saints (Le Bois-Plage-en-Ré)

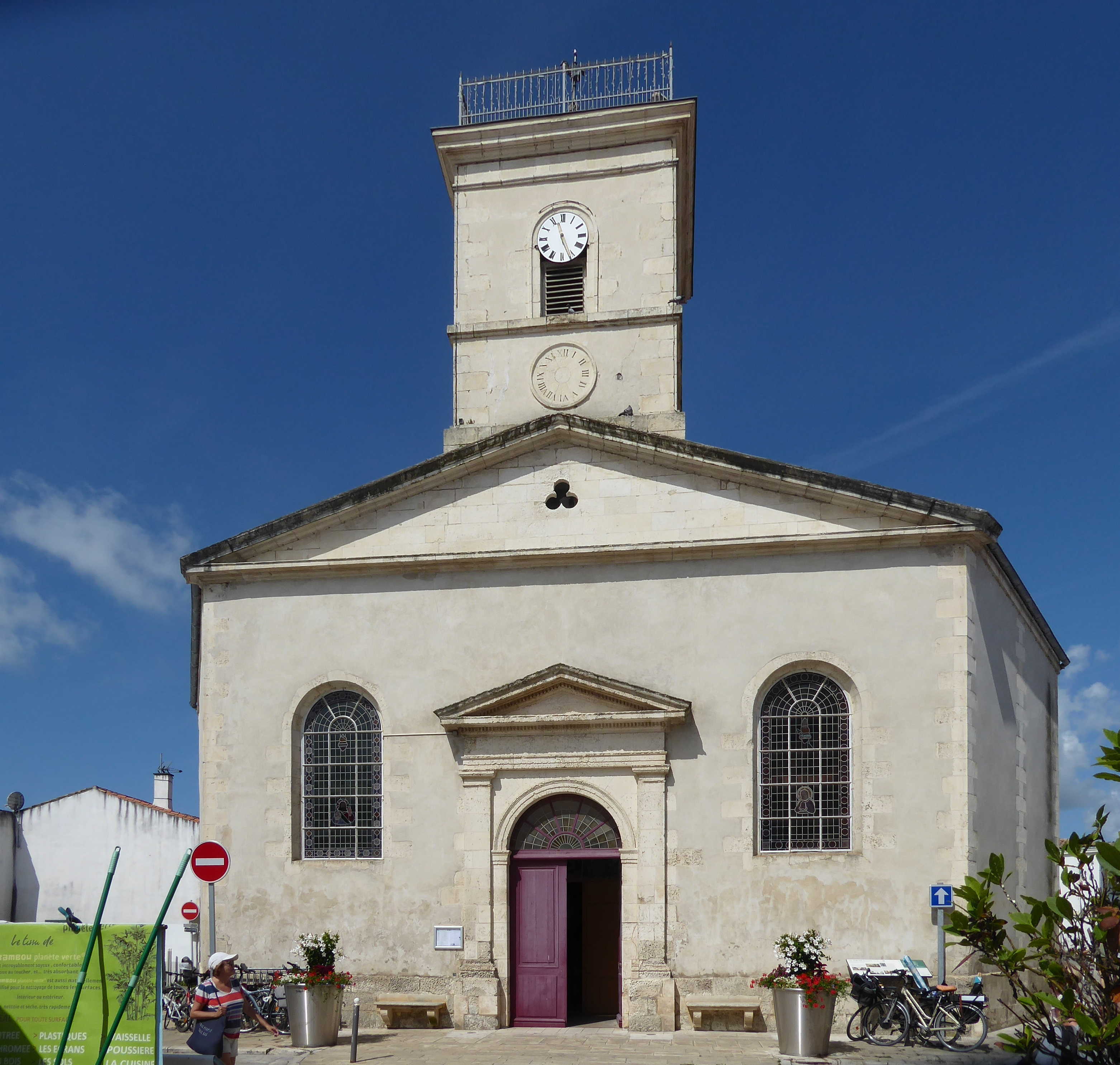
Ansicht von Osten

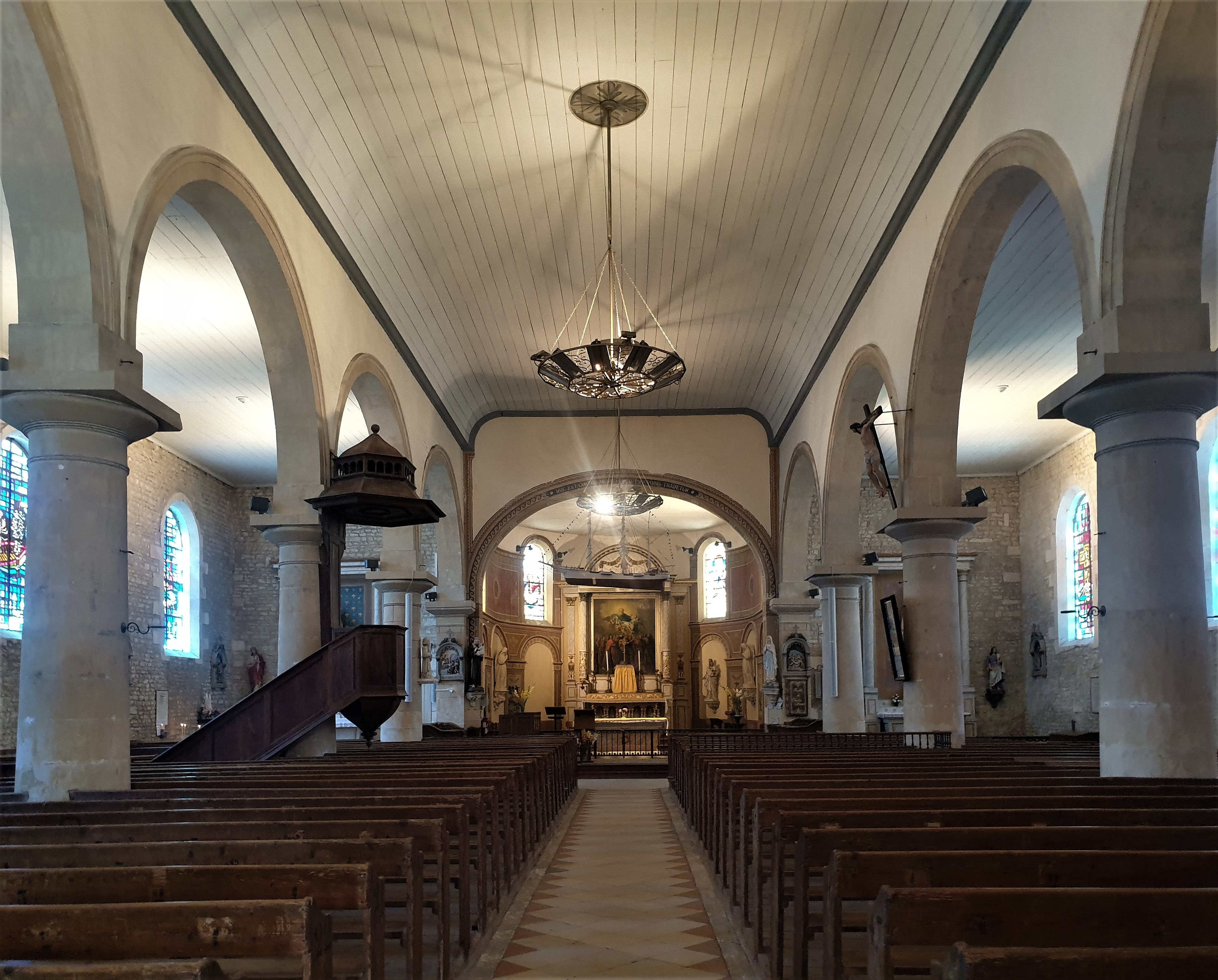
Blick durch das Langhaus zum Chor

Die römisch-katholische Pfarrkirche Tous-Les-Saints (deutsch: Alle Heiligen) ist die römisch-katholische Pfarrkirche von Le Bois-Plage-en-Ré auf der Île de Ré im Département Charente-Maritime in Frankreich. Die Kirche ist eingetragen im Verzeichnis des kulturellen Erbes Frankreichs. Die Kirche ist auch unter den Patrozinien Notre-Dame du Bois, Sainte-Marie du Bois und St-Barthélemy bekannt, das Patrozinium Aller Heiligen hat sich jedoch durchgesetzt.

## Geschichte
In den Jahren 1832 bis 1834 wurde nach einem Entwurf des Architekten Brossard eine größere Kirche als Ersatz eines erstmals 1422 erwähnten Vorgängerbaus errichtet. Beim Neubau an der Stelle der alten Kirche wurde die traditionelle Ostung der Kirche aufgegeben und der Altarraum des Gotteshauses nach Westen orientiert. Somit orientiert sich die repräsentative klassizistische Fassade des Neubaus der dreischiffigen Kirche zum Ortskern. Restaurierungsarbeiten fanden in der zweiten Hälfte des 19. Jahrhunderts und im ersten Viertel 20. Jahrhundert statt.
Die Kirche enthält eine Reihe von Objekten, die als historische Denkmäler eingestuft sind, darunter der zu Beginn des 19. Jahrhunderts gefertigte Altar, die Jungfrau mit dem Kind als Statue aus dem 18. Jahrhundert, ein silbernes Ziborium aus dem Jahr 1761 und ein Gemälde des Martyriums des heiligen Bartholomäus. Die 1962 vom Glasmachermeister Van Guy de Tours angefertigten Buntglasfenster symbolisieren die Arbeit des Meeres und des Landes.
→ siehe auch Hauptartikel: Liste der Monuments historiques in der Kirche
Die Kirche diente als Drehort der zweiten und dritten Staffel der TV-Serie Dein Wille geschehe um einen jungen Absolventen eines Priesterseminars.